# Zbigniew Strzałkowski
Zbigniew Strzałkowski (n. 3 iulie 1958, Tarnów, voievodatul Polonia Mică, Polonia – d. 9 august 1991, Chimbote, Peru) a fost un călugăr franciscan minorit originar din Polonia, ucis în Peru in odium fidei⁠(d) (din ură față de credință) la vârsta de 33 de ani.
A fost beatificat de papa Francisc în anul 2015. Este sărbătorit împreună cu Michał Tomaszek pe 9 august, ziua în care au fost uciși.

## Biografie

### Tinerețea și vocația
Adam Strzałkowski s-a născut la 3 iulie 1958 în Tarnów, Polonia.
După terminarea studiilor primare și secundare, a obținut o diplomă în inginerie mecanică în 1978 la Tarnów, profesie pe care a practicat-o timp de un an.
Simțind chemarea la viața religioasă, a studiat teologia și filosofia la seminarul fraților franciscani conventuali din 1980 până în 1986. A făcut profesiunea religioasă în Biserica Franciscană Conventuală din Cracovia, luând numele Fratele Zbigniew, și a fost hirotonit preot la 7 iunie 1986 de cardinalul Gulbinowicz în Biserica Sfântul Carol Borromeu din Wrocław.
Timp de doi ani a fost prorector al seminarului din Legnica.

### Misiunea în Peru
În noiembrie 1988, el a fost de acord să plece în misiune în Peru. Părintele Zbigniew a fost unul dintre primii care au început lucrarea apostolică în regiunea muntoasă Pariacoto, care s-a deschis la 30 august 1989. Misiunea era formată din trei tineri franciscani polonezi (asistați de un grup de călugărițe peruane): părintele Zbigniew, părintele Michał Tomaszek și părintele Jarosław Wysoczański. În ciuda presiunii teroriste, el și-a continuat, cu asiduitate, activitatea pastorală în regiune, în Pariacoto, Yaután, Cochabamba și Pampas Grande și în satele în care se putea ajunge cu catârul doar după vreo douăsprezece ore. Avea un mare simț al organizării și o dragoste pentru natură; a fost poreclit „micul doctor” de către populația locală.
La 9 august 1991 a fost asasinat, împreună cu părintele Michal Tomaszek, de către combatanți ai grupării teroriste Calea Luminoasă (Sendero Luminoso), prescurtat PCP-SL.

## Posteritatea
Canalul polonez de televiziune Telewizja Polska a realizat un documentar în 2015 despre viața acestor doi franciscani uciși la vârstele de 30 și 33 de ani.
Papa Francisc i-a evocat pe cei doi franciscani într-o rugăciune pentru pace, pe drumul său spre Biserica Sfântul Francisc din Cracovia, unde sunt venerate relicvele lor, sâmbătă, 30 iulie 2016, în cadrul Zilelor Mondiale ale Tineretului de la Cracovia, după ce în iulie 2016 au avut loc atacuri revendicate de organizația Statul Islamic în Orientul Mijlociu, Germania și Franța.
Extras din rugăciunea Papei Francisc: „O, Doamne, Tată veșnic, ascultă în Îndurarea Ta rugăciunea pe care o înălțăm către Tine în mijlocul vacarmului și disperării lumii. Ne adresăm Ție cu mare speranță, plini de încredere în Îndurarea Ta infinită, încredințându-ne mijlocirii Preasfintei Tale Maici, fă-ne puternici după exemplul binecuvântaților martiri din Peru, Zbigniew și Michał, pe care i-ai făcut martori curajoși ai Evangheliei, atât de mult încât și-au oferit sângele, și cerem darul păcii și îndepărtarea de la noi a ciumei terorismului”.

## Omagii
O școală și o stradă din Tarnów îi poartă numele.

## Beatificare
- 1996: deschiderea cauzei de beatificare.
- 3 februarie 2015: papa Francisc l-a recunoscut pe părintele Zbigniew ca martir al credinței, și a semnat decretul de beatificare
- 5 decembrie 2015: ceremonie de beatificare a lui Zbigniew Strzałkowski, Michal Tomaszek și Alessandro Dordi la Stadionul Manuel Rivera Sanchez din Chimbote, celebrată de cardinalul Angelo Amato, în numele papei Francisc[12] în fața a treizeci de mii de persoane și în prezența președintelui statului Peru, Ollanta Humala, și a ambasadorilor Poloniei și Italiei.